# Tensore

Un tensore può essere descritto informalmente come una "matrice a più dimensioni" contenente valori arbitrari: nella figura, è mostrata una matrice tridimensionale (un cubo) contenente numeri, che rappresenta il tensore di Levi-Civita. Similmente a quanto accade per la matrice associata a un'applicazione lineare, una descrizione di questo tipo dipende però fortemente dalla scelta di un sistema di riferimento, ovvero di una base. In matematica e fisica si definisce quindi un tensore in modo più intrinseco.

In matematica, la nozione di tensore generalizza tutte le strutture definite usualmente in algebra lineare a partire da un singolo spazio vettoriale. Sono particolari tensori i vettori, gli endomorfismi, i funzionali lineari e i prodotti scalari.
Il primo utilizzo del concetto e del termine tensore avviene nell'ambito della meccanica dei continui, in connessione con l'esigenza di descrivere le sollecitazioni e le deformazioni subite dai corpi estesi, da cui la formalizzazione della meccanica razionale.
I tensori sono ampiamente utilizzati in relatività generale, per descrivere rigorosamente lo spaziotempo come varietà 4-dimensionale curva. I tensori sono utilizzati in molti altri ambiti della fisica, fra cui in particolare l'elettromagnetismo, la meccanica dei fluidi e la meccanica dei solidi. In particolare il tensore degli sforzi e il tensore delle deformazioni sono usati nella scienza delle costruzioni per definire lo stato tensiodeformativo in ogni punto di una determinata struttura.
I tensori sono altresì usati in geometria differenziale per definire su una varietà differenziabile le nozioni geometriche di distanza, angolo e volume. Questo viene fatto tramite la scelta di un tensore metrico, cioè di un prodotto scalare definito sullo spazio tangente di ogni punto. Tramite questa nozione, vengono quindi definiti e studiati gli aspetti inerenti alla curvatura della varietà. Altri tensori, come il tensore di Riemann e il tensore di Ricci, sono strumenti importanti per questo studio.

## Introduzione
Da un punto di vista fisico, un tensore è un oggetto molto generale, definito a partire da uno spazio vettoriale {\displaystyle V} (che può essere ad esempio lo spazio euclideo 3-dimensionale, oppure lo spaziotempo 4-dimensionale), non dipendente da un particolare sistema di riferimento.
Rispetto a un fissato sistema di riferimento, un vettore dello spazio è espresso come una sequenza di componenti numeriche (le sue coordinate), cioè un'ennupla ordinata. Cambiando sistema di riferimento, lo stesso vettore è espresso con una sequenza diversa. La nuova sequenza è ottenuta dalla precedente secondo delle leggi precise.
Un tensore, espresso rispetto a un particolare sistema di riferimento, è una più generale "tabella di numeri {\displaystyle n}-dimensionale" che generalizza i casi {\displaystyle n=1} (una sequenza) e {\displaystyle n=2} (una matrice). Al mutare del sistema di riferimento le componenti di un tensore, come quelle di un vettore, sono anch'esse modificate da leggi precise.
La nozione fisica di tensore come oggetto le cui coordinate dipendono dal sistema di riferimento secondo leggi fissate (chiamate covarianza e controvarianza), è utile a esprimere molte leggi fisiche.
La nozione matematica di tensore è realizzata in modo più rigoroso tramite l'algebra lineare. Innanzitutto, nel linguaggio dell'algebra lineare un sistema di riferimento è una base e la legge di trasformazione è fornita dalla matrice di cambiamento di base. Inoltre, la definizione di tensore può essere data senza fare uso di sistemi di riferimento (cioè di basi), usando le nozioni più astratte di applicazione multilineare e di spazio vettoriale duale.

## Definizione
La definizione di tensore che segue è quella più intrinseca, perché non fa uso di basi, ed è la più usata in matematica. Una definizione alternativa, ampiamente usata in fisica, necessita di una base fissata.

Sia {\displaystyle V} uno spazio vettoriale di dimensione {\displaystyle n} su un campo {\displaystyle K}. Lo spazio duale {\displaystyle V^{*}} è lo spazio vettoriale formato da tutti i funzionali lineari
{\displaystyle f\colon V\to K.}
Lo spazio {\displaystyle V^{*}} ha anch'esso dimensione {\displaystyle n}. Gli elementi di {\displaystyle V} e {\displaystyle V^{*}} sono chiamati rispettivamente vettori e covettori.
Un tensore è un'applicazione multilineare
{\displaystyle T\colon \underbrace {V^{*}\times \ldots \times V^{*}} _{h}\times \underbrace {V\times \ldots \times V} _{k}\to K.}
Un tensore {\displaystyle T} associa quindi a {\displaystyle h} covettori {\displaystyle v^{1},\ldots ,v^{h}} e {\displaystyle k} vettori {\displaystyle w_{1},\ldots ,w_{k}} uno scalare
{\displaystyle T(v^{1},\dots ,v^{h},w_{1},\dots ,w_{k}).}
La multilinearità garantisce che la funzione sia lineare in ogni componente.
L'ordine o tipo del tensore è la coppia {\displaystyle (h,k)}. L'insieme di tutti i tensori di tipo {\displaystyle (h,k)} è munito di una naturale struttura di spazio vettoriale avente dimensione {\displaystyle n^{h+k}}.

## Coordinate
Un vettore può essere descritto da una colonna di numeri, cioè da una disposizione ordinata 1-dimensionale. Una trasformazione lineare è descritta tramite una matrice, detta matrice associata: una griglia bidimensionale. Più in generale, un tensore di tipo {\displaystyle (h,k)} è descritto da una griglia di dimensione {\displaystyle h+k}. Per fare ciò, è però necessario fissare una base: scelte di basi differenti danno griglie contenenti numeri differenti.

### Coordinate rispetto a una base
Sia {\displaystyle B=(v_{1},\ldots ,v_{n})} una base di {\displaystyle V}. Questa base induce la base duale {\displaystyle B^{*}=(v^{1},\ldots ,v^{n})} per {\displaystyle V^{*}}, definita da
{\displaystyle v^{i}(v_{j})={\begin{cases}1&{\text{se }}i=j,\\0&{\text{se }}i\neq j.\end{cases}}}
Un tensore {\displaystyle T} di tipo {\displaystyle (h,k)} è determinato dai valori
{\displaystyle T_{j_{1},\ldots ,j_{k}}^{i_{1},\ldots ,i_{h}}=T(v^{i_{1}},\ldots ,v^{i_{h}},v_{j_{1}},\ldots ,v_{j_{k}})}
che assume sugli elementi della base. Ciascuno dei {\displaystyle h+k} indici in {\displaystyle T_{j_{1},\ldots ,j_{k}}^{i_{1},\ldots ,i_{h}}} può variare tra {\displaystyle 1} e {\displaystyle n}. In totale sono quindi {\displaystyle n^{h+k}} valori. Questi formano le coordinate del tensore rispetto alla base {\displaystyle B}.
Facendo uso del prodotto fra tensori, il simbolo
{\displaystyle v_{i_{1}}\otimes \cdots \otimes v_{i_{h}}\otimes v^{j_{1}}\otimes \cdots \otimes v^{j_{k}}}
indica il tensore che vale 1 in {\displaystyle (v^{i_{1}},\ldots ,v^{i_{h}},v_{j_{1}},\ldots ,v_{j_{k}})} e zero su tutte le altre combinazioni di elementi delle basi. Questo tensore ha quindi coordinata 1 in {\displaystyle (i_{1},\ldots ,i_{h},j_{1},\ldots ,j_{k})} e zero per tutte le altre combinazioni.
Il tensore generico {\displaystyle T} può essere espresso come combinazione lineare degli {\displaystyle n^{h+k}} prodotti tensoriali:
{\displaystyle T=T_{j_{1}\dots j_{k}}^{i_{1}\dots i_{h}}\;v_{i_{1}}\otimes \cdots \otimes v_{i_{h}}\otimes v^{j_{1}}\otimes \cdots \otimes v^{j_{k}}.}
e tale rappresentazione è unica.
Un tensore è quindi rappresentato tramite le sue coordinate rispetto a una base, ma la base è omessa, e questa scrittura risulta essere conveniente in molti contesti in cui la scelta della base risulta essere di fatto ininfluente. A volte è inoltre utile rimarcare l'ordine esistente fra i {\displaystyle k+h} indici e si antepone quindi uno spazio agli indici inferiori:
{\displaystyle T_{\ \ \ \ \ \ \ \ j_{1},\ldots ,j_{k}}^{i_{1},\ldots ,i_{h}}.}

### Cambiamento di base
Date due basi {\displaystyle B_{1}=(v_{1},\ldots ,v_{n})} e {\displaystyle B_{2}=(w_{1},\ldots ,w_{n})}, esse sono collegate da una matrice di cambiamento di base {\displaystyle A}, definita dalle relazioni
{\displaystyle w_{j}=\sum _{i=1}^{n}A_{j}^{i}v_{i}\qquad v_{j}=\sum _{i=1}^{n}C_{j}^{i}w_{i},}
dove {\displaystyle C} è la matrice inversa di {\displaystyle A}, valide per ogni {\displaystyle j}. L'indice in alto descrive la riga e quello in basso la colonna della matrice.
Essendo il tensore un oggetto indipendente dalla base scelta, si ha:
{\displaystyle T=T_{i_{1}\dots i_{k}}^{j_{1}\dots j_{h}}\;v_{j_{1}}\otimes \cdots \otimes v_{j_{h}}\otimes v^{i_{1}}\otimes \cdots \otimes v^{i_{k}}={\hat {T}}_{i_{1}\dots i_{k}}^{j_{1}\dots j_{h}}\;w_{j_{1}}\otimes \cdots \otimes w_{j_{h}}\otimes w^{i_{1}}\otimes \cdots \otimes w^{i_{k}},}
dove {\displaystyle {\hat {T}}_{i_{1},\ldots ,i_{k}}^{j_{1},\ldots ,j_{h}}} sono le componenti del tensore {\displaystyle T_{i_{1},\ldots ,ik}^{j_{1},\ldots ,j_{h}}} espresse nella base {\displaystyle B_{2}}.

Le coordinate del tensore rispetto alle due basi sono quindi collegate tramite la relazione
{\displaystyle {\hat {T}}_{\,i_{1}\ldots i_{k}}^{j_{1}\ldots j_{h}}=\sum _{l_{1},\ldots ,l_{h},m_{1},\ldots ,m_{k}=1}^{n}A_{l_{1}}^{j_{1}}\cdots A_{l_{h}}^{j_{h}}C_{i_{1}}^{m_{1}}\cdots C_{i_{k}}^{m_{k}}T_{m_{1}\ldots m_{k}}^{l_{1}\ldots l_{h}}}
{\displaystyle {T}_{\,i_{1}\ldots i_{k}}^{j_{1}\ldots j_{h}}=\sum _{l_{1},\ldots ,l_{h},m_{1},\ldots ,m_{k}=1}^{n}C_{l_{1}}^{j_{1}}\cdots C_{l_{h}}^{j_{h}}A_{i_{1}}^{m_{1}}\cdots A_{i_{k}}^{m_{k}}{\hat {T}}_{m_{1}\ldots m_{k}}^{l_{1}\ldots l_{h}}.}
La somma è effettuata su tutti gli indici {\displaystyle l_{1},\ldots ,l_{h},m_{1},\ldots ,m_{k}}, ciascuno di questi da {\displaystyle 1} a {\displaystyle n}: è quindi una somma di {\displaystyle n^{h+k}} termini.

A ogni base {\displaystyle E=(e_{1},\ldots ,e_{n})} di {\displaystyle V} è dunque possibile associare {\displaystyle n^{h+k}} numeri reali {\displaystyle {T}_{\,i_{1}\ldots i_{k}}^{j_{1}\ldots j_{h}}}: tali numeri sono le componenti di un tensore se e solo se quando si effettua un cambio di base la trasformazione è descritta dalle due precedenti relazioni. Esse costituiscono dunque una definizione alternativa di tensore, spesso usata in fisica.
- Per gli {\displaystyle h} indici in alto la trasformazione alla quale sono soggette le relative componenti corrisponde alla trasformazione inversa rispetto a quella del cambiamento di base: gli indici in alto sono quindi detti di controvarianza.
- Per i {\displaystyle k} indici in basso la trasformazione alla quale sono soggette le relative componenti corrisponde alla stessa trasformazione subita dai vettori di base: gli indici in basso sono quindi detti di covarianza.

Dalla proprietà di covarianza o controvarianza, cioè di mutare secondo una certa legge al cambiamento di base, tali tensori vengono chiamati {\displaystyle h}-volte controvarianti e {\displaystyle k}-volte covarianti. Inoltre, un tensore avente solo indici in basso, è detto tensore covariante, un tensore avente indici soltanto in alto è invece detto tensore controvariante, mentre un tensore avente indici sia in alto sia in basso è detto tensore misto.

### Notazione di Einstein

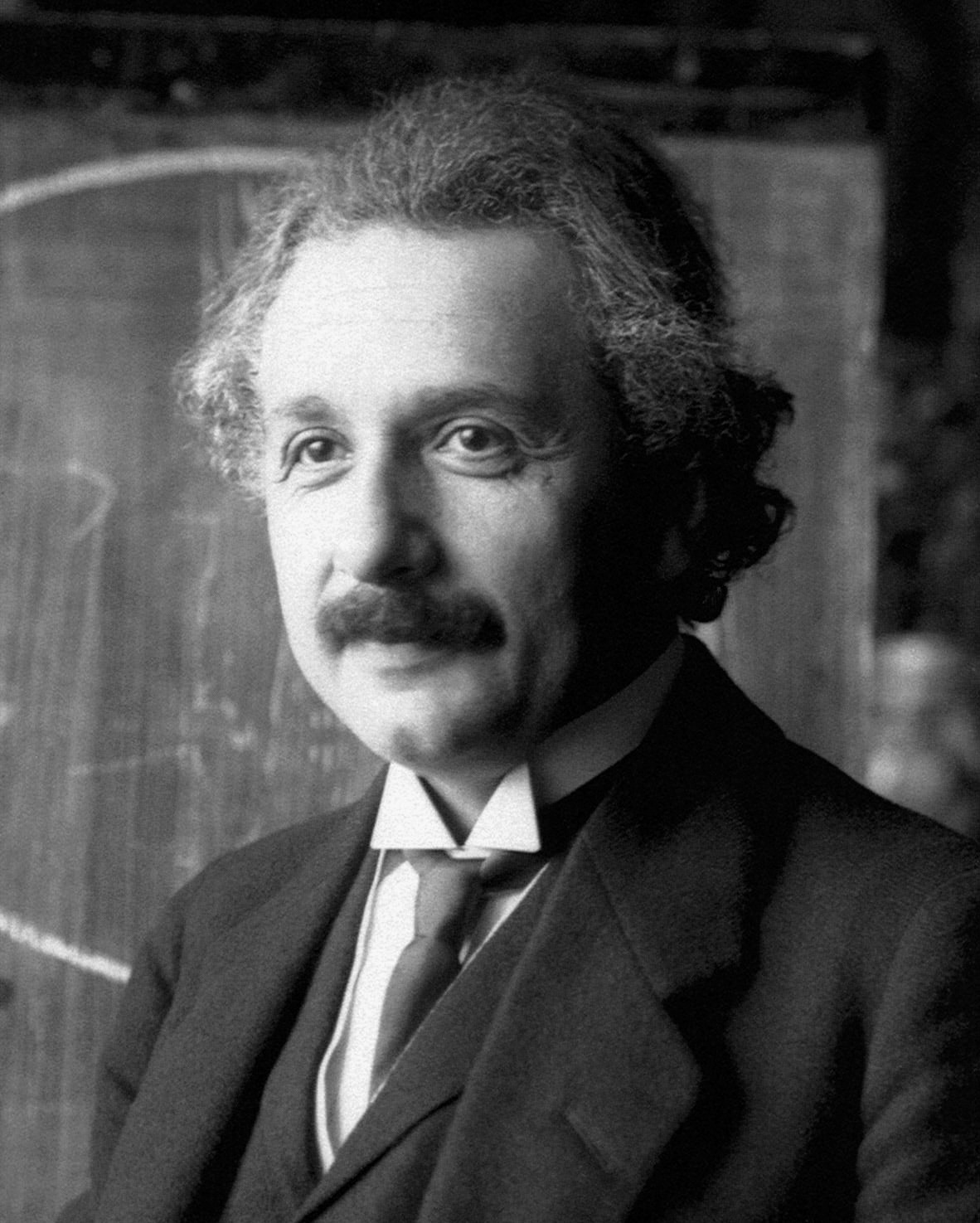
Nel libro La teoria della relatività Albert Einstein introduce una notazione che rende le formule della relatività generale più concise: «Quando un indice si presenta due volte in un termine di un'espressione, occorre sommare rispetto a esso, salvo il caso in cui sia esplicitamente indicato il contrario.»

I tensori sono quantità complicate da maneggiare: molte operazioni con i tensori sono descritte usando le coordinate, ed è facile trovare espressioni con molti indici e simboli. Per semplificare la scrittura è spesso utile usare la notazione di Einstein: secondo questa notazione, gli indici ripetuti, cioè che compaiono almeno due volte nell'espressione, vanno sommati da 1 a {\displaystyle n} (la dimensione dello spazio vettoriale originario {\displaystyle V}). Il simbolo di sommatoria per questi indici è escluso.
Ad esempio, la relazione che descrive il mutamento delle coordinate al cambiamento di una base può essere scritta in modo più sintetico senza scrivere le sommatorie, nel modo seguente:
{\displaystyle {\hat {T}}_{\,j_{1}\ldots j_{k}}^{i_{1}\ldots i_{h}}=A_{l_{1}}^{i_{1}}\cdots A_{l_{h}}^{i_{h}}C_{j_{1}}^{m_{1}}\cdots C_{j_{k}}^{m_{k}}T_{m_{1}\ldots m_{k}}^{l_{1}\ldots l_{h}}.}

## Calcolo tensoriale
Due tensori dello stesso tipo {\displaystyle (h,k)} possono essere sommati e moltiplicati per uno scalare, secondo le regole usate normalmente per funzioni a valori in un campo. Con queste operazioni, i tensori di tipo {\displaystyle (h,k)} formano uno spazio vettoriale di dimensione {\displaystyle n^{h+k}}, uguale al numero di coordinate di un tensore, dove {\displaystyle n} è la dimensione di {\displaystyle V}.

### Contrazione di un tensore
La contrazione di un tensore è un'operazione che trasforma un tensore misto di tipo {\displaystyle (h,k)} in un tensore di tipo {\displaystyle (h-1,k-1)}. È definita nel modo seguente: si scrive il tensore iniziale usando la notazione con indici, quindi se ne prendono due, uno superiore e l'altro inferiore, si indicano con la stessa lettera, e si interpreta il tensore risultante secondo la notazione di Einstein.

Ad esempio, dato {\displaystyle T_{\ \ cd}^{ab}}, il tensore ottenuto contraendo gli indici {\displaystyle b} e {\displaystyle c} è il seguente:
{\displaystyle U_{\ d}^{a}=T_{\ \ id}^{ai}=T_{\ \ 1d}^{a1}+\ldots +T_{\ \ nd}^{an}.}
Il risultato di questa operazione è effettivamente un tensore. Questo fatto non è banale: ad esempio, ciò non accade in generale se si contraggono due indici superiori o inferiori.

### Prodotto fra tensori
Due tensori {\displaystyle S} e {\displaystyle T} possono essere moltiplicati tramite un'operazione detta prodotto tensoriale, e il risultato è un tensore il cui ordine è la somma degli ordini dei tensori di partenza.

Se definiti come applicazioni multilineari, il prodotto tensoriale è definito semplicemente come:
{\displaystyle (S\otimes T)(v_{1},\ldots ,v_{n},v_{n+1},\ldots ,v_{n+m})=S(v_{1},\ldots ,v_{n})T(v_{n+1},\ldots ,v_{n+m}),}
che produce un'ulteriore applicazione multilineare. Per quanto riguarda le componenti, esse si moltiplicano:
{\displaystyle (S\otimes T)_{j_{1}\ldots j_{k}j_{k+1}\ldots j_{k+n}}^{i_{1}\ldots i_{l}i_{l+1}\ldots i_{l+m}}=S_{j_{1}\ldots j_{k}}^{i_{1}\ldots i_{l}}T_{j_{k+1}\ldots j_{k+n}}^{i_{l+1}\ldots i_{l+m}},}
Se dunque {\displaystyle S} è del tipo {\displaystyle (k,l)} e {\displaystyle T} è del tipo {\displaystyle (n,m)}, il prodotto tensoriale {\displaystyle S\otimes T} è del tipo {\displaystyle (k+n,l+m)}.

### Permutazione degli indici
Permutando gli indici inferiori o superiori di un tensore, si ottiene un altro tensore dello stesso ordine del precedente. Ad esempio, se {\displaystyle T_{ab}} è un tensore, {\displaystyle T_{ba}} è un altro tensore. Questa operazione corrisponde alla permutazione delle variabili nel dominio del tensore, definito originariamente come un'applicazione multilineare. Non è possibile permutare indici superiori con indici inferiori. La permutazione degli indici caratterizza inoltre la simmetria di un tensore:
- Un tensore è simmetrico se non cambia dopo qualsiasi permutazione degli indici in alto o in basso. Un tensore di ordine {\displaystyle (0,2)} oppure {\displaystyle (2,0)} è simmetrico se e solo se le sue coordinate formano una matrice simmetrica. Questa proprietà delle matrici non dipende in effetti dalla base scelta (è cioè preservata dalla congruenza fra matrici).
- Un tensore è antisimmetrico o emisimmetrico se, dopo una qualsiasi permutazione degli indici, cambia soltanto per un segno, pari al segno della permutazione. Un tensore di ordine {\displaystyle (0,2)} oppure {\displaystyle (2,0)} è antisimmetrico se e solo se le sue coordinate formano una matrice antisimmetrica. Ad esempio, con tre indici:

{\displaystyle T_{ijk\dots }=-T_{jik\dots }=T_{jki\dots }=-T_{kji\dots }=T_{kij\dots }=-T_{ikj\dots }.}
In un tensore antisimmetrico, le coordinate in cui un indice si ripete almeno due volte sono tutti nulli. Nel caso delle matrici, questo equivale al fatto che i valori sulla diagonale principale sono tutti nulli. Ad esempio, in un tensore antisimmetrico {\displaystyle T_{abc}} ogni valore {\displaystyle T_{iij}} è nullo.
Da questo fatto segue che un tensore antisimmetrico di tipo {\displaystyle (h,k)} con {\displaystyle k>n} oppure {\displaystyle h>n} è necessariamente nullo, perché non può avere {\displaystyle k} (oppure {\displaystyle h}) valori differenti nell'insieme {\displaystyle \{1,\ldots ,n\}}. Inoltre esiste, a meno di moltiplicazione per scalare, un solo tensore antisimmetrico di ordine {\displaystyle (n,0)}: il determinante, ossia il tensore di Levi-Civita.
I tensori antisimmetrici sono utilizzati nella costruzione di forme differenziali.

### Calcolo differenziale
La derivata covariante estende il concetto usuale di derivata direzionale presente nell'ordinario spazio euclideo a una varietà differenziabile arbitraria. Tramite la derivata covariante è possibile calcolare la derivata di un campo vettoriale o di un più generale campo tensoriale in un punto, lungo una direzione fissata. A differenza di quanto accade nell'usuale calcolo differenziale per aperti di {\displaystyle \mathbb {R} ^{n}}, nel contesto più generale delle varietà differenziabili per definire univocamente una derivata è però necessario fissare un'ulteriore struttura, detta connessione. Una connessione può essere descritta concretamente dai suoi simboli di Christoffel.

La derivata covariante di un tensore di tipo {\displaystyle (k,h)} è un tensore di tipo {\displaystyle (h,k+1)}. In presenza di una varietà riemanniana (cioè dotata di un tensore metrico definito positivo), esiste una connessione canonica, detta connessione di Levi-Civita: in questo caso è quindi possibile usare la nozione di derivata senza fissare nessuna struttura ulteriore.

Tramite la derivata covariante si definiscono vari tensori che misurano la curvatura della varietà, fra i quali il tensore di Riemann e il tensore di Ricci.

## Campo tensoriale
In diverse discipline fisiche e matematiche, le componenti di un tensore sono funzioni, ed esso prende così il nome di campo tensoriale. Similmente al campo vettoriale, un campo tensoriale è ottenuto associando a ogni punto di una varietà differenziabile, ad esempio un aperto dello spazio euclideo {\displaystyle \mathbb {R} ^{n}}, un tensore definito sullo spazio tangente nel punto. Si richiede inoltre che questo tensore vari con continuità, più precisamente in modo differenziabile al variare del punto nella varietà. Questa condizione può essere espressa chiedendo che le coordinate del tensore espresse in una carta, cioè in un sistema di riferimento locale, varino con continuità (o in modo differenziabile) al variare del punto, e questa condizione non dipende dalla carta scelta.
Le componenti di un campo tensoriale rispetto a due carte diverse sono collegate da opportune leggi di trasformazione, espresse in termini di derivate parziali delle funzioni coordinate {\displaystyle {\bar {x}}_{i}(x_{1},\ldots ,x_{k})} nel modo seguente:
{\displaystyle {\hat {T}}_{i_{n+1}\dots i_{m}}^{i_{1}\dots i_{n}}({\bar {x}}_{1},\ldots ,{\bar {x}}_{k})={\frac {\partial {\bar {x}}^{i_{1}}}{\partial x^{j_{1}}}}\cdots {\frac {\partial {\bar {x}}^{i_{n}}}{\partial x^{j_{n}}}}{\frac {\partial x^{j_{n+1}}}{\partial {\bar {x}}^{i_{n+1}}}}\cdots {\frac {\partial x^{j_{m}}}{\partial {\bar {x}}^{i_{m}}}}T_{j_{n+1}\dots j_{m}}^{j_{1}\dots j_{n}}(x_{1},\ldots ,x_{k}).}

### Tensore metrico
I campi tensoriali sono uno strumento fondamentale in geometria differenziale: sono ampiamente usati per definire su una varietà differenziabile le nozioni di distanza fra punti, angolo, lunghezza di una curva, geodetica, curvatura, volume, ecc. Lo strumento che permette di definire questi concetti è il tensore metrico: si tratta di un tensore di tipo {\displaystyle (2,0)} che misura il prodotto scalare di due vettori dello spazio tangente in un punto.
A partire dal tensore metrico si definiscono altri tensori, spesso più complicati, che catturano la curvatura della varietà. Tra questi, il tensore di Riemann e il tensore di Ricci. Quest'ultimo è essenziale nella formulazione della relatività generale, poiché è presente nell'equazione di campo di Einstein.

### Forme differenziali
Le forme differenziali sono campi tensoriali in cui il tensore associato a ogni punto è antisimmetrico e di tipo {\displaystyle (k,0)}. Sono uno strumento utile essenzialmente per un motivo: una forma differenziale di tipo {\displaystyle (k,0)} può essere integrata su una sottovarietà di dimensione {\displaystyle k}. Le forme differenziali sono inoltre utili per definire la coomologia di de Rham, uno strumento importante in topologia algebrica, e sono alla base della definizione di struttura simplettica.

## Esempi
Il tensore generalizza molte nozioni definite in algebra lineare a partire da uno spazio vettoriale {\displaystyle V}.
- Un tensore di tipo {\displaystyle (0,0)} è uno scalare.
- Un tensore di tipo {\displaystyle (1,0)} è un vettore di {\displaystyle V}.
- Un tensore di tipo {\displaystyle (0,1)} è un covettore, cioè un elemento dello spazio duale {\displaystyle V^{*}}.
- Un tensore di tipo {\displaystyle (1,1)} rappresenta un endomorfismo {\displaystyle f\colon V\to V} tramite la relazione {\displaystyle T(v,w)=w(f(v)).} L'endomorfismo può essere descritto come {\displaystyle v^{i}\mapsto T_{\ j}^{i}v^{j}}, e l'immagine è il risultato di un prodotto di due tensori e di una contrazione.
- Un tensore di tipo {\displaystyle (2,0)} è un bivettore.
- Un tensore di tipo {\displaystyle (0,2)} è una forma bilineare, come ad esempio i prodotti scalari. Essa associa a due vettori {\displaystyle v} e {\displaystyle w} lo scalare {\displaystyle T_{ij}v^{i}w^{j}}, ottenuto contraendo due coppie di indici. La forma bilineare è simmetrica se {\displaystyle T} lo è, e cioè se {\displaystyle T_{ij}=T_{ji}} per ogni {\displaystyle i,j}.
- Un tensore di tipo {\displaystyle (1,2)} definisce il prodotto vettoriale nello spazio euclideo tridimensionale {\displaystyle \mathbb {R} ^{3}}. Esso può essere definito come un tensore {\displaystyle T_{\ jk}^{i}} le cui componenti rispetto alla base canonica sono le stesse del simbolo di Levi-Civita. Il prodotto vettoriale di due vettori {\displaystyle v} e {\displaystyle w} è dato quindi da {\displaystyle T_{\ jk}^{i}v^{j}w^{k}.}
- Un tensore di tipo {\displaystyle (0,3)} è una forma trilineare, come ad esempio il prodotto misto.

### Delta di Kronecker
La delta di Kronecker
{\displaystyle \delta _{j}^{i}={\begin{cases}1&{\text{se }}i=j,\\0&{\text{se }}i\neq j.\end{cases}}}
è un tensore di tipo {\displaystyle (1,1)} che rappresenta l'endomorfismo autoaggiunto identità di {\displaystyle V}. Le sue coordinate sono le stesse in qualunque base.

### Tensore di Levi-Civita
Sia {\displaystyle V=\mathbb {R} ^{n}} lo spazio euclideo di dimensione {\displaystyle n}. Il simbolo di Levi-Civita
{\displaystyle \epsilon _{i_{1},\ldots ,i_{n}}:={\begin{cases}+1&{\text{se }}(i_{1},\ldots ,i_{n}){\text{ permutazione pari di }}(1,\ldots ,n)\\-1&{\text{se }}(i_{1},\ldots ,i_{n}){\text{ permutazione dispari di }}(1,\ldots ,n)\\0&{\text{se almeno due indici coincidono}}\end{cases}}}
definisce un tensore, se interpretato rispetto alla base canonica di {\displaystyle V}. Il tensore di Levi-Civita è un tensore di tipo {\displaystyle (n,0)} e coincide con il determinante valutato sulle colonne di una matrice quadrata: il determinante è infatti un'applicazione multilineare sulle {\displaystyle n} colonne di una matrice. Rispetto a un cambiamento di base, le coordinate del tensore cambiano per una costante moltiplicativa.